# Панов, Алексей Петрович
Алексе́й Петро́вич Пано́в (1902, Марки, Воронежская губерния — 28 июля 1941, Москва) — начальник Управления рабоче-крестьянской милиции НКВД по Москве (1937—1939), старший майор милиции (1936).

## Биография
Родился в русской семье фельдшера. Член ВКП(б) с 1919.
С 1919 года служил в органах ВЧК — НКВД. 11 июля 1936 года присвоено звание «старший майор милиции». 17 июня 1937 года был назначен начальником Управления милиции по Москве. 8 июля 1938 года направил в УНКВД по Московской области докладную записку о срочном проведении оперативных мероприятий против шпионской контрреволюционной организации в школе командного состава милиции Москвы. По сфабрикованному делу были арестованы и репрессированы (многие впоследствии расстреляны) латыши — сотрудники милиции, в том числе Я. И. Дектер (начальник школы милиции, расстрелян).
21 апреля 1939 года отозван в распоряжение отдела кадров НКВД СССР и спустя два месяца (25 июня) назначен заместителем начальника Самарского ИТЛ НКВД.
5 ноября 1939 года был арестован; в связи с этим обстоятельством исключён из ВКП(б).
Обвинялся в участии в антисоветском заговоре в органах НКВД. Якобы привлечён в 1937 бывшим начальником Управления НКВД Московской области С. Ф. Реденсом, и якобы был осведомлён о намечавшемся заговорщической организацией государственном перевороте в стране; имел задание С. Ф. Реденса подобрать людей из числа работников ОРУДа милиции для совершения террористических актов. Намечал использовать в целях антисоветского заговора два сформированных им отряда милиции. Скрывал известные ему факты фальсификации следственных дел в органах милиции. Вызывал недовольство населения советской властью при проведении мероприятий административного и оперативного порядка. Изобличался прямыми показаниями Л. Н. Бельского, А. И. Успенского, косвенными показаниями А. А. Арнольдова-Кессельмана, М. П. Шрейдера и очными ставками с Л. Н. Бельским и А. И. Успенским.
8 июля 1941 года Военной коллегией Верховного суда СССР осуждён к высшей мере наказания. Расстрелян 28 июля 1941 года.

## Награды
- Почётный знак ВЧК-ГПУ (20.12.1932)
- Почётный работник рабоче-крестьянской милиции (29.4.1936)
- Орден Красной Звезды (13.11.1937)[2].